# Jakimczyce
Jakimczyce (ukr. Якимчиці, Jakymczyci) – wieś na Ukrainie położona w obwodzie lwowskim, w rejonie lwowskim (wcześniej w rejonie gródeckim). Zamieszkana przez ok. 180 osób.

## Historia
Wieś została założona w 1720 r.
W 1772, w wyniku I rozbioru Polski, znalazła się pod władzą Austrii.
Od 1772 do 1918 wieś wchodziła w skład autonomicznego Królestwa Galicji i Lodomerii.
W latach 1917–1919 znalazła się na terenie podległym Zachodnioukraińskiej Republiki Ludowej.
W latach 1918-1945 miejscowość administracyjnie należała do powiatu rudeckiego w województwie lwowskim, od 1934 w gminie Komarno.
We wrześniu 1939 do Jakimczyc wkroczyły oddziały Armii Czerwonej. Cały ten obszar został włączony do Ukraińskiej Socjalistycznej Republiki Radzieckiej.
Od wybuchu wojny ZSRR-III Rzesza (lipiec 1941) wieś została zajęta przez wojska niemieckie po czym przyłączona do Generalnego Gubernatorstwa.
W czerwcu 1944 nacjonaliści ukraińscy z OUN - UPA zamordowali tutaj 15 Polaków.
W 1944 r. do Jakimczyc ponownie wkroczyły oddziały Armii Czerwonej. W roku 1945 we wsi rozpoczęto masowe wysiedlenia Polaków.
Od 1991 Jakimczyce znajdują się na terenie Ukrainy.

## Ludzie związani z Jakimczycami
- Michał Stasiuk – polski Sprawiedliwy wśród Narodów Świata, urodzony w 1890 roku w Jakimczycach
- Hryć Terszakoweć – ukraiński polityk i chłopski działacz społeczny, poseł na Sejm Krajowy Galicji i Sejm RP kilku kadencji. urodzony w 1877 roku w Jakimczycach